# Krankenhaus Kaunas der Litauischen Universität für Gesundheitswissenschaften

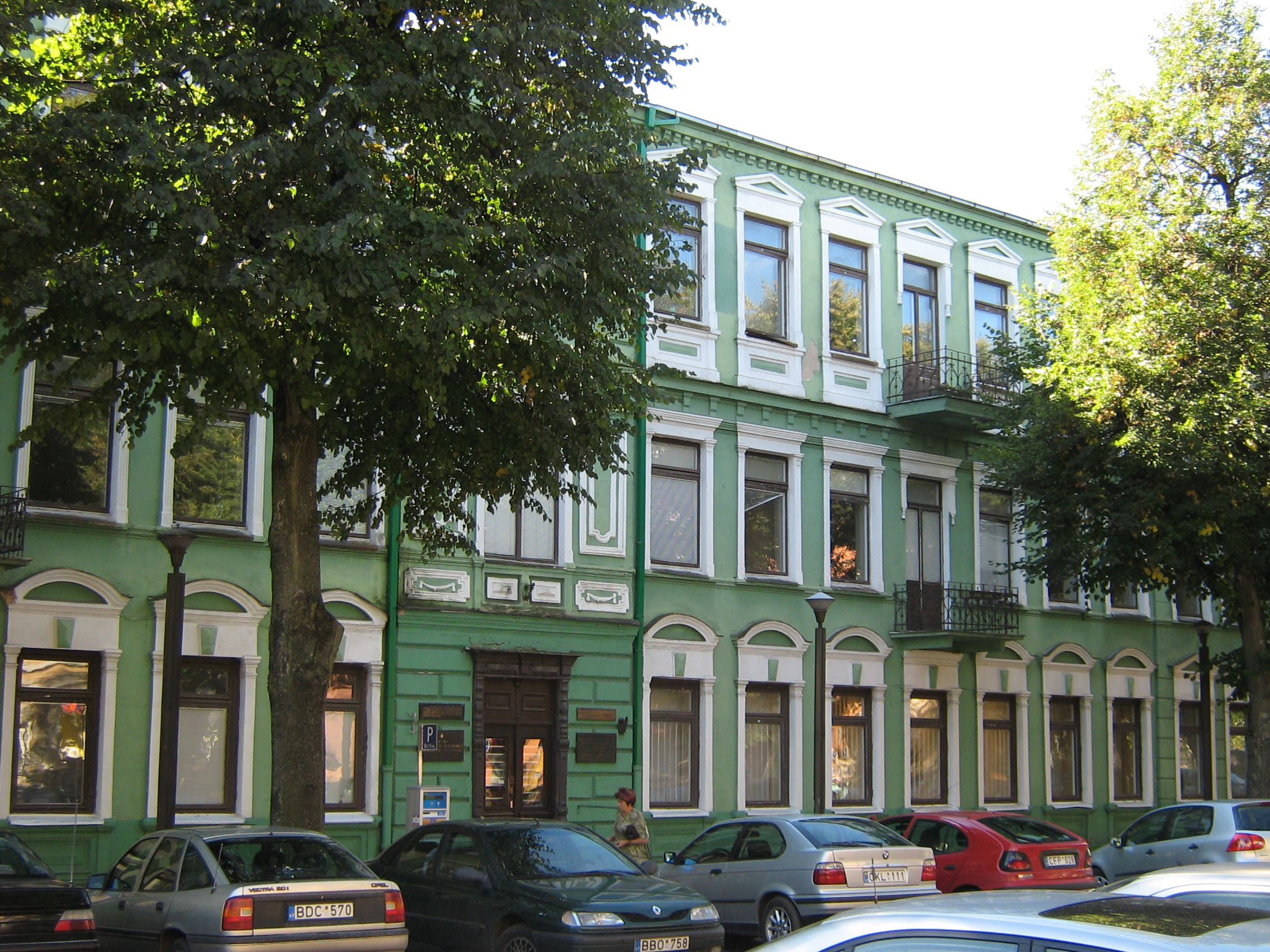
Krankenhaus in Kaunas

Das Krankenhaus Kaunas der Litauischen Universität für Gesundheitswissenschaften (lit. Lietuvos sveikatos mokslų universiteto Kauno ligoninė)  ist ein Krankenhaus in Kaunas, der zweitgrößten Stadt Litauens.  Nach Rechtsform ist es eine Anstalt des öffentlichen Rechts (Viešoji įstaiga). Die Zentralverwaltung befindet sich etwa 1,5 Kilometer östlich vom historischen Stadtzentrum mit der Altstadt entfernt gegenüber einer Kathedrale. 
Stationär (jährlich) werden 42.000 Patienten behandelt, 12.500 Operationen gemacht, 145.000 Patienten werden in der Poliklinik beraten. Im Krankenhaus gibt es vier Kliniken der Litauischen Universität für Gesundheitswissenschaften (LSMU). Es beschäftigt fast 3.500 Mitarbeiter (2021).
Nach der Mitarbeiterzahl ist es eines der größten litauischen Krankenhäuser. 

## Geschichte
Das Klinikkrankenhaus Kaunas (lit. VšĮ Kauno klinikinė ligoninė) fusionierte im September 2020 mit dem Republikkrankenhaus Kaunas. Das Klinikkrankenhaus Kaunas entstand nach dem Zusammenschluss der Einrichtungen VŠĮ Raudonojo Kryžiaus ligoninė und VŠĮ Kauno 2-a klinikinė ligoninė im Jahr 2011 gegründet. 

## Leitung
- Direktor: Gediminas Abeciūnas